# Zofka Kveder
Zofka Kveder, née le 22 avril 1878 à Ljubljana (Slovénie) et morte le 21 novembre 1926 à Zagreb (Yougoslavie), est une écrivaine de langue slovène et croate, une journaliste et une féministe slovène. Elle est considérée comme une « auteure classique » en Slovénie et comme la première écrivaine slovène reconnue en dehors de son pays.

## Biographie
Première enfant du conducteur de train Janez Kveder (1846-1908) et de sa femme, Neža Kveder, née Legat (1851-1915), elle a deux frères cadets, Aloijzij (1882-1932) et Viktor (1884-1939) et passe son enfance à la campagne après que son père ait décidé de quitter Ljubljana. Après avoir fini l'école secondaire en 1888, son père l'envoie dans une école d'un couvent d'Ursulines à la capitale où elle reste jusqu'à l'âge de 15 ans. L'année suivante, elle fuit la maison familiale pour Kočevje pour travailler comme secrétaire d'un arpenteur-géomètre.
Elle publie ses premiers articles et nouvelles dans des revues en 1898. Son premier texte est publié par Slovenka, qui est le premier magazine féminin du pays et elle publie au fil des années qui suivent des articles l'éducation des femmes ou encore, leur capacité à subvenir à leurs besoins financièrement. L'année suivante, elle part pour Trieste pour travailler pour Slovenka mais elle ne reste dans la ville que quelques mois.
En 1899, elle part pour la Suisse pour demander à intégrer l'université de Berne, ce qu'elle obtient en octobre de cette année-là. Face aux problèmes d'argent, elle est contrainte de laisser tomber ses études. Pendant ces quelques mois là, elle écrit la nouvelle Študentke (Femmes étudiantes), inspirée des vies des étudiantes russes et bulgares qu'elle a côtoyées.
Deux ans plus tard, elle publie son premier recueil de nouvelles intitulé Misterij žene (Les mystères de la femme), un recueil qui déchaîne les critiques dans les cercles cléricaux et libéraux par sa description de l'exploitation, de la violence et de la souffrance dont sont victimes les femmes. Le dramaturge slovène Ivan Cankar écrit à propos de son texte : « son travail n'est pas des images, des copies des travaux créés par des artistes masculins : elle regarde à travers ses propres yeux, pas à travers les idées laissées par nos traditions. ».
La Splošno slovensko žensko društvo (Association générale des femmes slovènes) lui demande de faire un discours pour marquer la fondation de l'association le 29 septembre 1901. Elle y parle du besoin d'éducation pour les femmes et donne des arguments en faveur de l'égalité des salaires et d'une plus forte sororité entre les femmes. Elle parle également du besoin d'éduquer les femmes à la « vie de famille » en les préparant au mariage.
En 1906, alors installée à Zagreb, elle devient la rédactrice en chef de « Frauenzeitung », le supplément féminin du Agramer Tagblatt. En 1914, elle publie Njeno življenje (Sa vie) qui raconte la vie d'une femme déçue par son mari et qui tue son dernier enfant après avoir compris qu'il était moralement corrompu. Dans Hanka, Zofka Kveder imagine le journal intime d'une jeune femme écrit durant la Première Guerre mondiale ayant un fond antimilitariste. Dans la même période, elle écrit des critiques de théâtre et est l'éditrice de Domači prijatelj (1904-1915).
En 1915, les Croates[Qui ?] la choisissent comme porte-parole pour le Congrès international des femmes à La Haye mais elle ne peut s'y rendre à cause de sa grossesse. En 1917, elle commence à travailler pour Ženski svijet et publie des articles sur le mouvement féministe en Slovénie. La revue est diffusée dans plusieurs pays slaves dont la Croatie et la Slovénie.
Après la mort prématurée de sa fille aînée Vladoša en 1919, elle tombe en dépression et passe plusieurs années dans des sanatorium pour se refaire une santé. Après que son second époux lui ait annoncé vouloir divorcer, elle perd l'envie de vivre et se suicide le 21 novembre 1926. Elle est enterrée au cimetière de Mirogoj à Zagreb.

## Œuvres
Au cours de sa carrière, elle utilise plusieurs noms de plume : Milena, Kopriva, Mordoslav, Zofi, Poluks, Grabovska ou encore Janja Legat.
Ses œuvres s’apparentent à l'esthétique naturaliste avec des éléments symbolistes, impressionnistes et décadents. En brisant les stéréotypes et les tabous de l'époque, elle s'intéresse à des sujets qui n'avaient pas leur place dans la littérature slovène de l'époque dont la prostitution, l'avortement ou encore le suicide. Elle est alors la première écrivaine slovène à ne pas mettre l'identité nationale comme le personnage principal de ses romans.
Dans ses œuvres, Zofka Kveder donne une représentation variée de la maternité, de l'identité féminine et du désir sexuel de celles-ci et elles peuvent être comparées aux écrits de Hedwig Dohm ou d'Ellen Key. Elle rejette violemment la double moralité du patriarcat qui loue la maternité et demande de grands sacrifies aux femmes dans le but de devenir des mères modèles.
Elle sert aussi en tant que traductrice des œuvres de Janko Kersnik (en) et Ivan Cankar en allemand mais aussi des pièces de théâtre tchèques et croates en slovène,.

#### Pièces de théâtre
- Ljubezen, 1901
- Amerikanci, 1908
- Unuk Kraljeviža Marka, 1922
- Arditi na otoku Krku, 1923

## Vie privée
Zofka Kveder trois filles de son premier mariage : Vladoša (née en 1901 et morte en 1919), Marija (née en 1906) et Mira (née en 1911). Son arrière-petite-fille est l'écrivaine croate Sanja Pilić (hr).

## Postérité
Excepté Misterij žene, aucune de ses œuvres, même celles écrites en croate, ne sont plus disponibles en Croatie.